# 瓜皮米林
瓜皮米林是巴西里约热内卢州的一个市镇。总面积360.813平方公里，总人口49748人，人口密度137.9人/平方公里。